# Bodil Nyboe Andersen

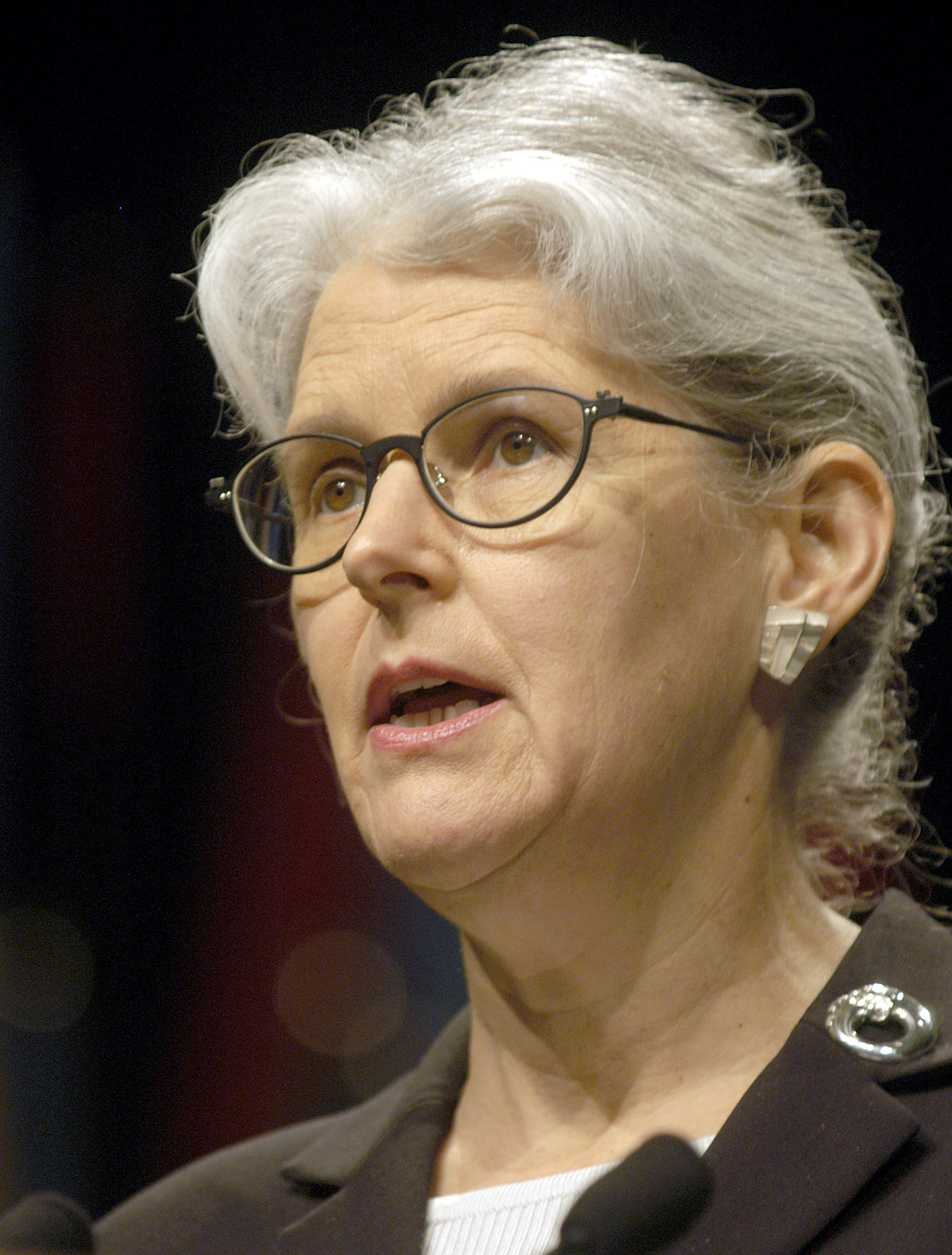
Bodil Nyboe Andersen talar 29 september 2002 på IMF:s årliga möte.

Bodil Nyboe Andersen, född 9 oktober 1940 på Frederiksberg, är en dansk ekonom, styrelseordförande för det danska Röda Korset och tidigare Danmarks nationalbanksdirektör. Hon är den första och hittills enda kvinna som innehaft båda posterna samt en av de första kvinnliga centralbanksdirektörerna i hela världen.
Bodil Nyboe Andersen är dotter till ekonomiprofessorn och ministern Poul Nyboe Andersen och läraren Edith Raben. Hon tog studentexamen vid Rungsted Statsskole och blev pol.kand. från Köpenhamns universitet 1966 med det näst högsta betygsgenomsnittet någonsin i 1929 års utbildningssystem. Det högsta genomsnittet innehades av hennes far. Därefter blev hon anställd som sekreterare i Det Økonomiske Sekretariat (1966-1968), vilket stod under det danska ekonomiministeriet. Samma år tilldelades hon Zeuthenpriset för en artikel om pengaefterfrågan i Danmark. Hon lämnade sitt arbete 1968, då hennes far blev ekonomiminister, och blev lektor vid institutet för ekonomi, Köpenhamns universitet (1968-1980). Hon skrev läroboken Udenrigsøkonomi 1973, vilken ersatte faderns bok med samma namn från 1955. Utöver undervisningen var hon även representant i universitetets konsistorium (1977-1980). Hon innehade även flera styrelseposter utanför universitetet, däribland: styrelseledamot i Dansk Udenrigspolitisk Institut (1972-1978), Egmont H. Petersens Kollegium (1972-1980) och i representantskapet och i den lokala styrelsen för sparbanken SDS (1972-1980). Hon lämnade universitetet 1981 för att inta en plats i Andelsbankens direktion efter sin far. Här var hon anställd fram till 1990 då hon, i samband med bankens fusion med SDS och Privatbanken bildade Unibank, blev medlem av koncerndirektionen för Unidanmark och Unibank (1990-1991).
Bodil Nyboe Andersen blev direktör för Danmarks Nationalbank 1991 och avlöste Erik Hoffmeyer direktionens ordförande 1995. Detta uppdrag innehade hon fram till 2005 och utmärkte sig bl.a. som en förespråkare av ett danskt medlemskap i EMU, vilket kritiserades av EU-skeptiker som ansåg att nationalbanksdirektören, i egenskap av ämbetsman, skulle undvika att ta ställning för EMU. Folkomröstningen om EMU 2000 resulterade i att Danmark fortsatt stod utanför valutasamarbetet.
Bodil Nyboe Andersen var gift med utbildningschefen Henning Holten 1976-1985, med vilken hon har sönerna Kasper Holten (1973) och Johan Holten (1976). Kasper Holten blev 1999 utsedd till chef för Det Kongelige Teater.

## Övriga förtroendeposter
- Styrelseledamot i CERD (EG:s kommitté för forskning och utveckling), 1978-1981
- Ledamot i Styrelserådet för UNICO Banking Group (1981-1990)
- Styrelseledamot i Nykredit, 1983-1989
- Styrelseledamot i Bankforeningen, 1985-1990
- Styrelseledamot i A/S Storebæltsforbindelsen, 1987-1991
- Styrelseledamot i PBS, 1988-1990
- Styrelseledamot i EG:s monetära kommitté, 1990-1994
- Styrelseledamot i Det europeiska monetära institutet, 1995-1998
- Styrelseledamot i VELUX Fonden
- Ordförande för Danmarks Nationalbanks Jubilæumsfond, 1995-2006
- Styrelseledamot i Det Udenrigspolitiske Selskab, 1995-
- Guvernör i den Internationella valutafonden, 1995-2005
- Ledamot av Europeiska Centralbankens allmänna råd, 1998-2005
- Vice ordförande Det Danske Filminstitut, 2001-
- Ledamot i Villum Kann Rasmussenfonden, 2005-
- Styrelseordförande för Köpenhamns universitet, 2005-2009
- Styrelseordförande för Danska Röda Korset, 2005-
- Vice ordförande för TrygVesta, 2006-2011
- Styrelseledamot i Energiteknologisk Udviklings- og Demonstrationsprogram, ?-2011
- Ledamot i Dagbladsnævnet, 2006-
- Styrelseledamot i TV 2, 2009-
- Styrelseledamot i Sampension KP Livsforsikring a/s, 2011-

## Utmärkelser
- Årets Erhvervskvinde, 1989
- Riddare av Dannebrogsorden, 1993
- Storkorsriddare av Dannebrogsorden, 2005
- Finlands Lejons ordens kommendörstecken av 1:a klass
- Ordre national du Mérite